# Jürgen Losch
Jürgen Losch (* 4. September 1959 in Düsseldorf) ist ein Flottillenadmiral außer Dienst der Marine der Bundeswehr und war zuletzt bis 2024 Leiter Fachabteilungen im Streitkräfteamt in Bonn.

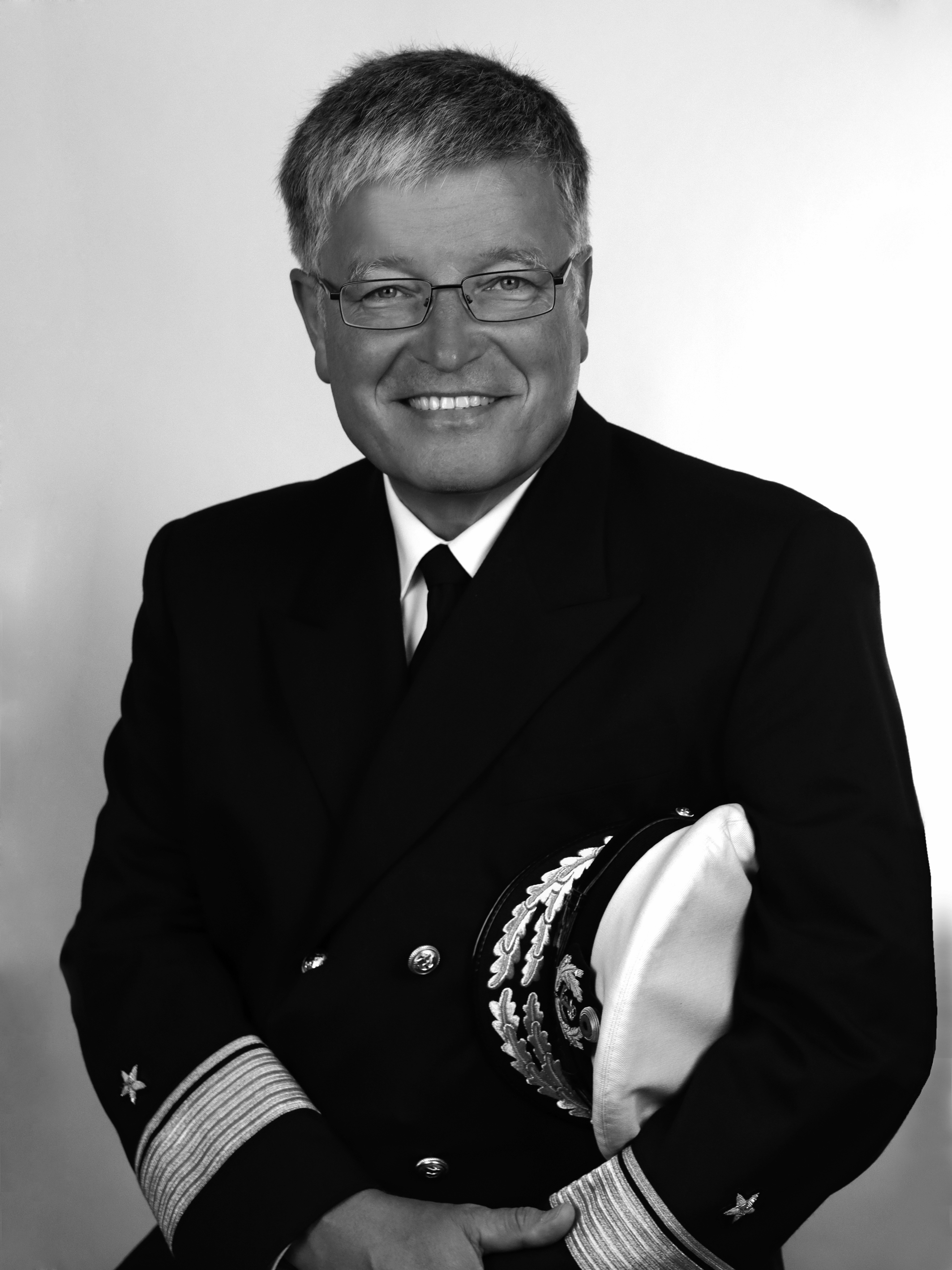
Flottillenadmiral Jürgen Losch

## Militärische Laufbahn

### Ausbildung und erste Verwendungen
Losch trat 1978 in die Marine ein. Ab 1979 studierte er Maschinenbau an der Hochschule der Bundeswehr Hamburg. 1982 war er Katapultoffizier auf der Independence in der 6. Flotte der United States Navy, ab 1983 Luftfahrzeugtechnischer Offizier im Marinefliegergeschwader 1 in Jagel für das Waffensystem Tornado, 1988 Staffelchef und 1990 Personalführer Flugdienst Marine in der Unterabteilung V der Abteilung Personal in Bundesministerium der Verteidigung (BMVg) in Bonn.

### Dienst als Stabsoffizier
1992 begann Losch den 34. Admiralstabslehrgang an der Führungsakademie der Bundeswehr in Hamburg, wo er bis 1994 zum Offizier im Admiralstabsdienst ausgebildet wurde. 1994 war er Referent im Führungsstab der Streitkräfte (Fü S) im Bereich Personal im BMVg in Bonn. 1998 wurde er Kommandeur Technik Marinefliegergeschwader 5 in Kiel, das mit dem SAR-Hubschrauber vom Typ Westland Mk41 Seaking ausgestattet war. 2000 absolvierte er einen Auslandseinsatz in der Operation der Vereinten Nationen in Mosambik. 2001 wurde er erneut Referent im Fü S, Stabsabteilung I, im BMVg und wurde ab 2004 im Personalamt der Bundeswehr in Köln in der Abteilung Marine verwendet. 2009 wurde er Referatsleiter in der Stabsabteilung 1 im Führungsstab der Marine im BMVg in Bonn, 2012 Unterabteilungsleiter Personal im Marinekommando in Rostock und 2013 Referatsleiter Personalplanung in der Abteilung Führung Streitkräfte im BMVg in Berlin.

### Dienst als Admiral
Von 2020 bis 2024 war Flottillenadmiral Losch Leiter Fachabteilungen im Streitkräfteamt in Bonn. Er wurde mit Ablauf des 30. September 2024 in den Ruhestand versetzt.

## Privates
Losch ist verheiratet und hat drei Kinder.